# Makhete Diop
Makhete Diop (Louga, 8 luglio 1988) è un ex calciatore senegalese, di ruolo attaccante.

## Palmarès

### Club

#### Competizioni nazionali
- Supercoppa di Libano: 1

Nejmeh: 2009
- Coppa della Federazione calcistica degli Emirati Arabi Uniti: 1

Al Dhafra: 2011-2012
- Coppa del Vicepresidente degli Emirati Arabi Uniti: 1

Al Dhafra: 2011-2012